# Rue Jean-Rameau
La rue Jean-Rameau est une voie marseillaise située dans le 12e arrondissement de Marseille. 

## Situation et accès
Elle va de l’avenue de Saint-Julien à la rue de Valmy.

Elle relie le cœur du quartier de Saint-Barnabé au lieu-dit Bois-Luzy. Elle est essentiellement résidentielle. La rue mesure 577 mètres de long pour 10 mètres de large.
Jusqu’à l’ouverture des nouvelles stations de la ligne 1 du métro de Marseille, la rue était desservie par la ligne de bus 8 qui reliait le centre-ville à Saint-Julien entre l’avenue éponyme et l’avenue de Bois-Luzy. Depuis, c’est la ligne  qui la remplace en reprenant presque le même trajet depuis les Caillols.

## Origine du nom
La rue doit son nom à Jean-Philippe Rameau (1683-1784), compositeur français. 

## Historique
Elle s'appelait auparavant « Traverse de Bois-Luzy » et « Traverse Bazin ».
La rue prend son nom actuel par délibération du Conseil municipal du 24 juillet 1931. 
La rue est classée dans la voirie de Marseille le 9 juillet 1959.